# Quentel (Hessisch Lichtenau)
Quentel ist ein Stadtteil von Hessisch Lichtenau im nordhessischen Werra-Meißner-Kreis.

## Geographische Lage
Quentel liegt zwischen dem Melsunger Bergland im Süden und der Söhre im Norden. Nahe dem Geo-Naturpark Frau-Holle-Land (Werratal.Meißner.Kaufunger Wald) befindet es sich – im Gegenuhrzeigersinn betrachtet – 5,2 km westlich der Kernstadt von Hessisch Lichtenau, 2,3 km südwestlich des Hessisch Lichtenauer Ortsteils Fürstenhagen, 2,1 km südlich des Helsaer Ortsteils St. Ottilien, 4 km ostnordöstlich des Söhrewalder Ortsteils Eiterhagen und 3,5 km nordnordwestlich des Melsungener Ortsteils Günsterode.
Durch das auf 325 bis 355 m ü. NHN liegende Dorf fließt etwa in Ost-West-Richtung ein Oberlaufabschnitt des Fulda-Zuflusses Mülmisch. Berge der nahen Umgebung sind im Nordosten die Koppe (456,4 m) und im Südosten der Breiteberg (513,2 m) mit dem etwas östlich davon gelegenen Breiter Berg (533,2 m). Wenige Kilometer entfernt liegen der Kaufunger Wald (max. 643,4 m) im Nordnordosten und der Hohe Meißner (max. 753,6 m) im Osten.

## Geschichte

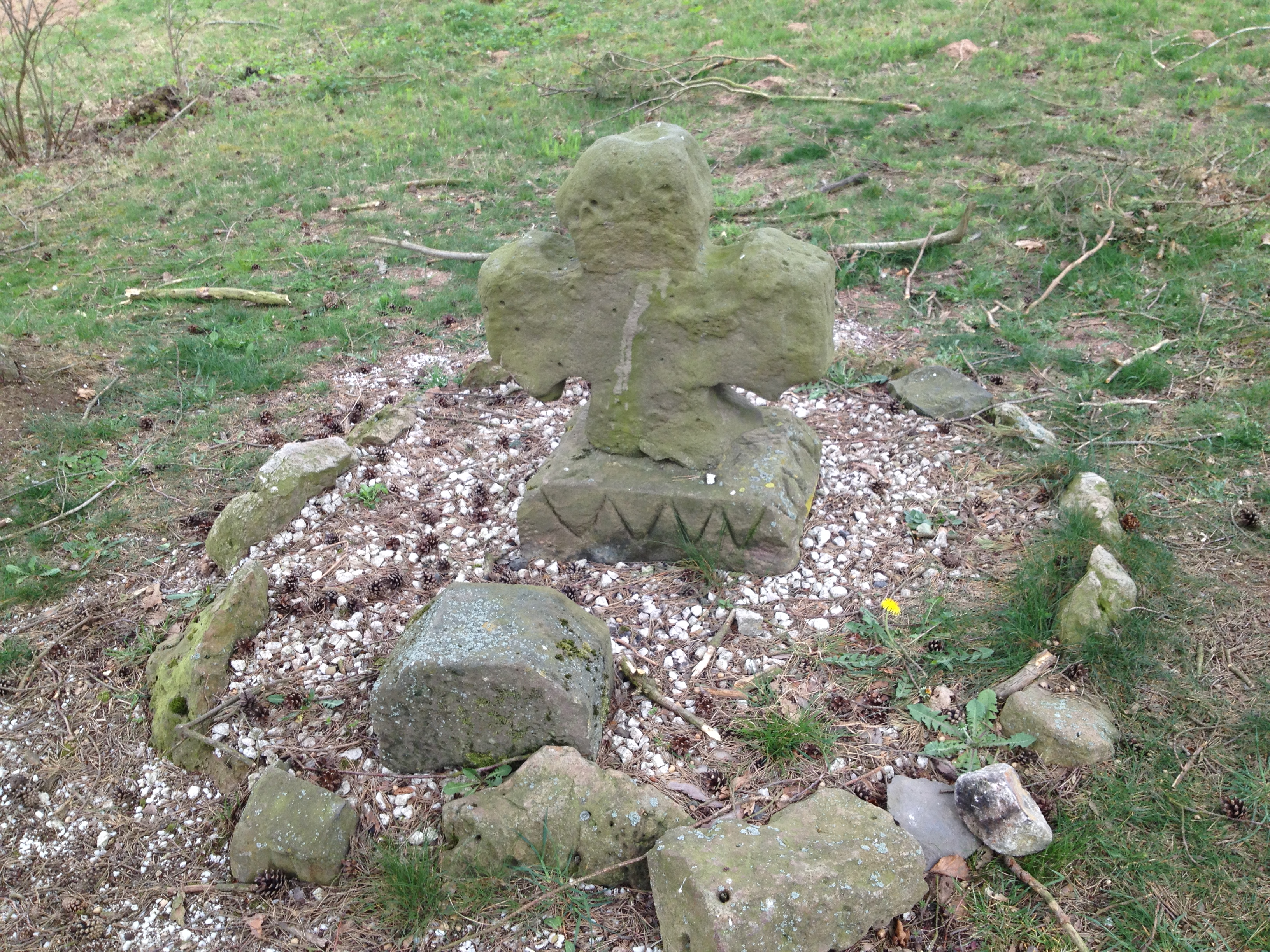
Das Schwedenkreuz in Quentel

Im Jahre 1321 wird das Dorf als Quentayl soweit bekannt erstmals urkundlich erwähnt. 1322 lautete der Ortsname Quental. Das Dorf kam 1530, im Tausch gegen Vockerode-Dinkelberg, Schnellrode und Weidelbach vom Amt Spangenberg zum Amt Lichtenau, zu dem es bis 1821 gehörte. Während der französischen Besetzung gehörte der Ort zum Kanton Kaufungen im Königreich Westphalen (1807–1813). 1817 wurde die Kirche auf dem Fundament eines Vorgängerbaus erbaut. 1913 kam die Schule hinzu. Sie ist heute das Dorfgemeinschaftshaus.
Östlich vorbei an der Ortschaft verläuft die mittelalterliche Franzosenstraße und südlich die bereits vor Christi Geburt existierende Salzhandelsstraße Sälzer Weg, die heute als Forst- und Wanderweg genutzt werden.
Zum 1. Januar 1974 wurde im Zuge der Gebietsreform in Hessen die bis dahin zum Landkreis Witzenhausen gehörende Gemeinde kraft Landesgesetz in die Stadt Hessisch Lichtenau im neu gebildeten Werra-Meißner-Kreis eingegliedert. Für die eingegliederten neun Stadtteile sowie die Kernstadt wurde jeweils ein Ortsbezirk mit Ortsbeirat und Ortsvorsteher eingerichtet.

## Bevölkerung
Einwohnerstruktur 2011
Nach den Erhebungen des Zensus 2011 lebten am Stichtag dem 9. Mai 2011 in Quentel 486 Einwohner. Darunter waren 3 (0,6 %) Ausländer.
Nach dem Lebensalter waren 66 Einwohner unter 18 Jahren, 195 zwischen 18 und 49, 141 zwischen 50 und 64 und 87 Einwohner waren älter.
Die Einwohner lebten in 213 Haushalten. Davon waren 54 Singlehaushalte, 69 Paare ohne Kinder und 75 Paare mit Kindern, sowie 9 Alleinerziehende und 3 Wohngemeinschaften. In 36 Haushalten lebten ausschließlich Senioren und in 147 Haushaltungen lebten keine Senioren.
Einwohnerentwicklung
| Quelle: Historisches Ortslexikon |                                                                   |
| • 1539:                          | 36 Hausgesesse                                                    |
| • 1575:                          | 33 Hausgesesse                                                    |
| • 1585:                          | 33 Hausgesesse                                                    |
| • 1681:                          | 31 Hausgesesse                                                    |
| • 1747:                          | 36 Mannschaften mit 38 Feuerstellen                               |
| • 1961:                          | 511 evangelische (= 92,74 %), 36 katholische (= 6,83 %) Einwohner |

| Quentel: Einwohnerzahlen von 1774 bis 2020 | Quentel: Einwohnerzahlen von 1774 bis 2020 | Quentel: Einwohnerzahlen von 1774 bis 2020 | Quentel: Einwohnerzahlen von 1774 bis 2020 | Quentel: Einwohnerzahlen von 1774 bis 2020 |
| --- | ------------------------------------------ | ------------------------------------------ | ------------------------------------------ | ------------------------------------------ |
| Jahr |                                            |                                            |                                            | Einwohner                                  |
| 1774 | 1774                                       |                                            | 205                                        | 205                                        |
| 1800 | 1800                                       |                                            | ?                                          | ?                                          |
| 1834 | 1834                                       |                                            | 444                                        | 444                                        |
| 1840 | 1840                                       |                                            | 461                                        | 461                                        |
| 1846 | 1846                                       |                                            | 523                                        | 523                                        |
| 1852 | 1852                                       |                                            | 508                                        | 508                                        |
| 1858 | 1858                                       |                                            | 495                                        | 495                                        |
| 1864 | 1864                                       |                                            | 507                                        | 507                                        |
| 1871 | 1871                                       |                                            | 469                                        | 469                                        |
| 1875 | 1875                                       |                                            | 499                                        | 499                                        |
| 1885 | 1885                                       |                                            | 421                                        | 421                                        |
| 1895 | 1895                                       |                                            | 393                                        | 393                                        |
| 1905 | 1905                                       |                                            | 423                                        | 423                                        |
| 1910 | 1910                                       |                                            | 393                                        | 393                                        |
| 1925 | 1925                                       |                                            | 476                                        | 476                                        |
| 1939 | 1939                                       |                                            | 458                                        | 458                                        |
| 1946 | 1946                                       |                                            | 596                                        | 596                                        |
| 1950 | 1950                                       |                                            | 649                                        | 649                                        |
| 1956 | 1956                                       |                                            | 565                                        | 565                                        |
| 1961 | 1961                                       |                                            | 551                                        | 551                                        |
| 1967 | 1967                                       |                                            | 511                                        | 511                                        |
| 1970 | 1970                                       |                                            | 550                                        | 550                                        |
| 1981 | 1981                                       |                                            | 617                                        | 617                                        |
| 1990 | 1990                                       |                                            | ?                                          | ?                                          |
| 2000 | 2000                                       |                                            | ?                                          | ?                                          |
| 2011 | 2011                                       |                                            | 486                                        | 486                                        |
| 2020 | 2020                                       |                                            | 508                                        | 508                                        |
| Datenquelle: Historisches Gemeindeverzeichnis für Hessen: Die Bevölkerung der Gemeinden 1834 bis 1967. Wiesbaden: Hessisches Statistisches Landesamt, 1968. Weitere Quellen: LAGIS; Stadt Hessisch Lichtenau; Zensus 2011 |                                            |                                            |                                            |                                            |

Berufsgliederung 1724
- 3 Amtspersonen, 2 Amtspersonen, 5 Leinweber, ein Zimmermann, 2 Schmiede, ein Wagner, 25 Ackerleute, 14 Taglöhner und Dienstboten, ein Hirte[1]

## Politik
Für Quentel besteht ein Ortsbezirk (Gebiete der ehemaligen Gemeinde Quentel) mit Ortsbeirat und Ortsvorsteher nach der Hessischen Gemeindeordnung.
Der Ortsbeirat besteht aus fünf Mitgliedern. Bei den Kommunalwahlen in Hessen 2021 betrug die Wahlbeteiligung zum Ortsbeirat 57,88 %. Alle Kandidaten gehörten der „Geminschaftliste Quentel“ an. Der Ortsbeirat wählte Felix Blumenstein zum Ortsvorsteher.

## Verkehr
Von der Bundesstraße 7 (Kassel–Eisenach) in Fürstenhagen kommend führt nach und durch Quentel und dann weiter nach Eiterhagen in Ostnordost-Westsüdwest-Richtung die Landesstraße 3228.